# جورج مكدونالد
جورج مكدونالد (بالإنجليزية: George McDonald)‏ هو سياسي أسترالي، ولد في 29 يناير 1883 في سيدني في أستراليا، وتوفي في 28 يوليو 1951 في أستراليا. حزبياً، نشط في حزب العمال الأسترالي. وقد انتخب عضو الجمعية التشريعية نيو ساوث ويلز وانتخب عضو المجلس التشريعي نيو ساوث ويلز.